# Andrée Brunet
Andrée Marguerite Blanche Brunet-Joly, född Joly 16 september 1901 i Paris, död 30 mars 1993 i Boyne City i Michigan i USA, var en fransk konståkerska som tog två olympiska guld i Sankt Moritz 1928 och i Lake Placid 1932. Hon tog även brons i Chamonix 1924. Hon tog även fyra guld i VM. Hennes medtävlande i par var Pierre Brunet.